# هيروكي فوجيهارو
هيروكي فوجيهارو (باليابانية: 藤春 廣輝) (مواليد 28 نوفمبر 1988) هو لاعب كرة قدم ياباني يلعب حاليا لصالح نادي غامبا أوساكا في الدوري الياباني الممتاز. يلعب مع منتخب اليابان لكرة القدم منذ عام 2015.

## وصلات خارجية
- هيروكي فوجيهارو على موقع الاتحاد الدولي (مؤرشف)  (الإنجليزية)
- هيروكي فوجيهارو على موقع رابطة كرة القدم اليابانية للمحترفين (اليابانية)
- هيروكي فوجيهارو على موقع قاعدة بيانات كرة القدم.إي يو (الإنجليزية)
- هيروكي فوجيهارو على موقع ناشيونال فوتبول تيمز (الإنجليزية)
- هيروكي فوجيهارو على موقع Soccerway.com (الإنجليزية)
- هيروكي فوجيهارو على موقع عالم كرة القدم.نت (الإنجليزية)
- هيروكي فوجيهارو على موقع كووورة
- هيروكي فوجيهارو على موقع أوليمبيديا (الإنجليزية)
- National Football Teams